# Équipe cycliste Subway
L'équipe cycliste Subway est une formation néo-zélandaise de cyclisme sur route, créée en 2009 et disparue en 2012. Elle a fait partie des équipes continentales.

## Histoire de l'équipe
(octobre 2010).
Si vous disposez d'ouvrages ou d'articles de référence ou si vous connaissez des sites web de qualité traitant du thème abordé ici, merci de compléter l'article en donnant les références utiles à sa vérifiabilité et en les liant à la section « Notes et références ».
Le sponsor principal a déjà connu une expérience aux États-Unis pendant deux saisons. C'est dans le but de créer une réserve que cette équipe est créée. L'équipe Subway-Avanti est une équipe néo-zélandaise qui a d'abord existé en tant qu'équipe amateur à partir de la saison 2005. L'équipe concourt alors dans l'équivalent de la première division nationale néo-zélandaise.
Pendant cette période, l'équipe remporte plusieurs épreuves en Nouvelle-Zélande et en Australie. Début 2009, elle se présente avec dix coureurs départ du championnat national qui est remporté par Gordon McCauley le capitaine de route et meneur de l'équipe. L'accès au statut d'équipe continentale permet à l'équipe de revoir sa politique sportive en privilégiant davantage la formation de jeunes espoirs néo-zélandais à la volonté de devenir la meilleure équipe de l'Oceania Tour.
Ainsi, à la fin de l'équipe 2009 plusieurs coureurs partent poursuivre leur formation notamment aux États-Unis et en Belgique. L'équipe recrute par ailleurs Ryan Wills qui courait dans l'équipe Lotto-Bodysol. La saison 2010 est marquée par le révélation de Michael Vink, âgé de 18 ans, qui remporte plusieurs courses. Il est recruté par Trek Livestrong, la réserve de RadioShack. Dans le même temps les coureurs Joseph Cooper (Leucémie Espoir Quimper) et Ryan Wills (GSC Blagnac) rejoignent le haut niveau amateur français.
Par ailleurs, l'équipe dispose d'une équipe amateur où court Heath Blackgrove, ex-coureur de l'équipe Toyota-United.

## Classements UCI
L'équipe participe à des épreuves de l'UCI Oceania Tour. Le tableau ci-dessous présente les classements de l'équipe sur ce circuit, ainsi que son meilleur coureur au classement individuel.
UCI America Tour
| Saison | Classement par équipes | Meilleur coureur au classement individuel |
| ------ | ---------------------- | ----------------------------------------- |
| 2011   | 42e                    | Westley Gough (385e)                      |

UCI Asia Tour
| Saison | Classement par équipes | Meilleur coureur au classement individuel |
| ------ | ---------------------- | ----------------------------------------- |
| 2010   | 31e                    | Gordon McCauley (63e)                     |

UCI Europe Tour
| Saison | Classement par équipes | Meilleur coureur au classement individuel |
| ------ | ---------------------- | ----------------------------------------- |
| 2012   | 114e                   | Westley Gough (760e)                      |

UCI Oceania Tour
| Saison | Classement par équipes | Meilleur coureur au classement individuel |
| ------ | ---------------------- | ----------------------------------------- |
| 2009   | 2e                     | Gordon McCauley (2e)                      |
| 2010   | 12e                    | Gordon McCauley (34e)                     |
| 2011   | 10e                    | Westley Gough (24e)                       |
| 2012   | 2e                     | Paul Odlin (1er)                          |

## Subway en 2012[2]

### Effectif
| Cycliste | Date de naissance | Nationalité | Équipe 2011 |
| -------- | ----------------- | ----------- | ----------- |

### Victoires
| Date       | Course                                           | Pays             | Classe | Vainqueur  |
| ---------- | ------------------------------------------------ | ---------------- | ------ | ---------- |
| 06/01/2011 | Championnat de Nouvelle-Zélande contre-la-montre | Nouvelle-Zélande | CN     | Paul Odlin |